# Titanidiops oriya
Espèce
Synonymes
- Idiops oriya Siliwal, 2013

Titanidiops oriya est une espèce d'araignées mygalomorphes de la famille des Idiopidae.

## Distribution
Cette espèce est endémique d'Odisha en Inde,. Elle se rencontre vers Kapilash.

## Description
La femelle holotype mesure 16,66 mm.

## Systématique et taxinomie
Cette espèce a été décrite sous le protonyme Idiops oriya par Siliwal en 2013. Elle est placée dans le genre Titanidiops par Schwendinger, Huber et Hongpadharakiree en 2024.

## Publication originale
- Gupta, Ganeshkumar, Das & Siliwal, 2013 : « Three new species of Idiops Perty, 1833 (Araneae: Idiopidae) from India. » Zootaxa, no 3635, p. 237-250 (en).